# Communauté de communes de la Mortagne
Die Communauté de communes de la Mortagne war ein französischer Gemeindeverband mit der Rechtsform einer Communauté de communes im Département Meurthe-et-Moselle in der Region Grand Est. Sie wurde am 27. November 2003 gegründet und umfasste 17 Gemeinden. Der Verwaltungssitz befand sich im Ort Gerbéviller.
Am 1. Januar 2017 wurde der Gemeindeverband aufgeteilt:
- die Gemeinden Fraimbois, Franconville, Haudonville, Lamath, Magnières, Moyen, Vallois, Vathiménil und Xermaménil kamen zur neu gegründeten Communauté de communes du Territoire de Lunéville à Baccarat
- die Gemeinden Essey-la-Côte, Gerbéviller, Giriviller, Mattexey, Moriviller, Remenoville, Seranville und Vennezey kamen zur neu gegründeten Communauté de communes Meurthe, Mortagne, Moselle[2].

## Mitgliedsgemeinden
1. Essey-la-Côte
2. Fraimbois
3. Franconville
4. Gerbéviller
5. Giriviller
6. Haudonville
7. Lamath
8. Magnières
9. Mattexey
10. Moriviller
11. Moyen
12. Remenoville
13. Seranville
14. Vallois
15. Vathiménil
16. Vennezey
17. Xermaménil